# Président de la république d'Ouzbékistan
Pour les articles homonymes, voir Président de la République.
Le président de la république d'Ouzbékistan (en ouzbek : Oʻzbekiston Respublikasining Prezidenti) est le chef de l'État de l'Ouzbékistan.
La fonction est actuellement occupée par Shavkat Mirziyoyev.

## Système électoral
Le président de la République est élu au scrutin uninominal majoritaire à deux tours pour un mandat de sept ans, renouvelable une seule fois de manière consécutive. Est élu le candidat qui recueille la majorité absolue des votes valides au premier tour. À défaut, les deux candidats arrivés en tête au premier tour s'affrontent lors d'un second tour, et celui recueillant le plus de voix est déclaré élu,. L'élection n'est cependant validée que si la participation atteint au moins 33 % du total des inscrits sur les listes électorales,.
Les candidats doivent être âgés d'au moins 35 ans, parler couramment l'ouzbek, et avoir résidé dans le pays pendant les dix années précédant le scrutin.
De l'indépendance du pays en 1991 jusqu'en 2002, le mandat présidentiel était de cinq ans. Il passe à sept ans de 2002 à 2011, avant de revenir à une durée de cinq ans, puis la révision de la Constitution effectuée en 2023 provoque un nouveau passage du quinquennat au septennat.